# Harta Țării Românești - Constantin Cantacuzino

Harta Țării Românești întocmită de stolnicul Constantin Cantacuzino, 1700

Harta Țării Românești întocmită de stolnicul Constantin Cantacuzino, copia austriacă, 1707

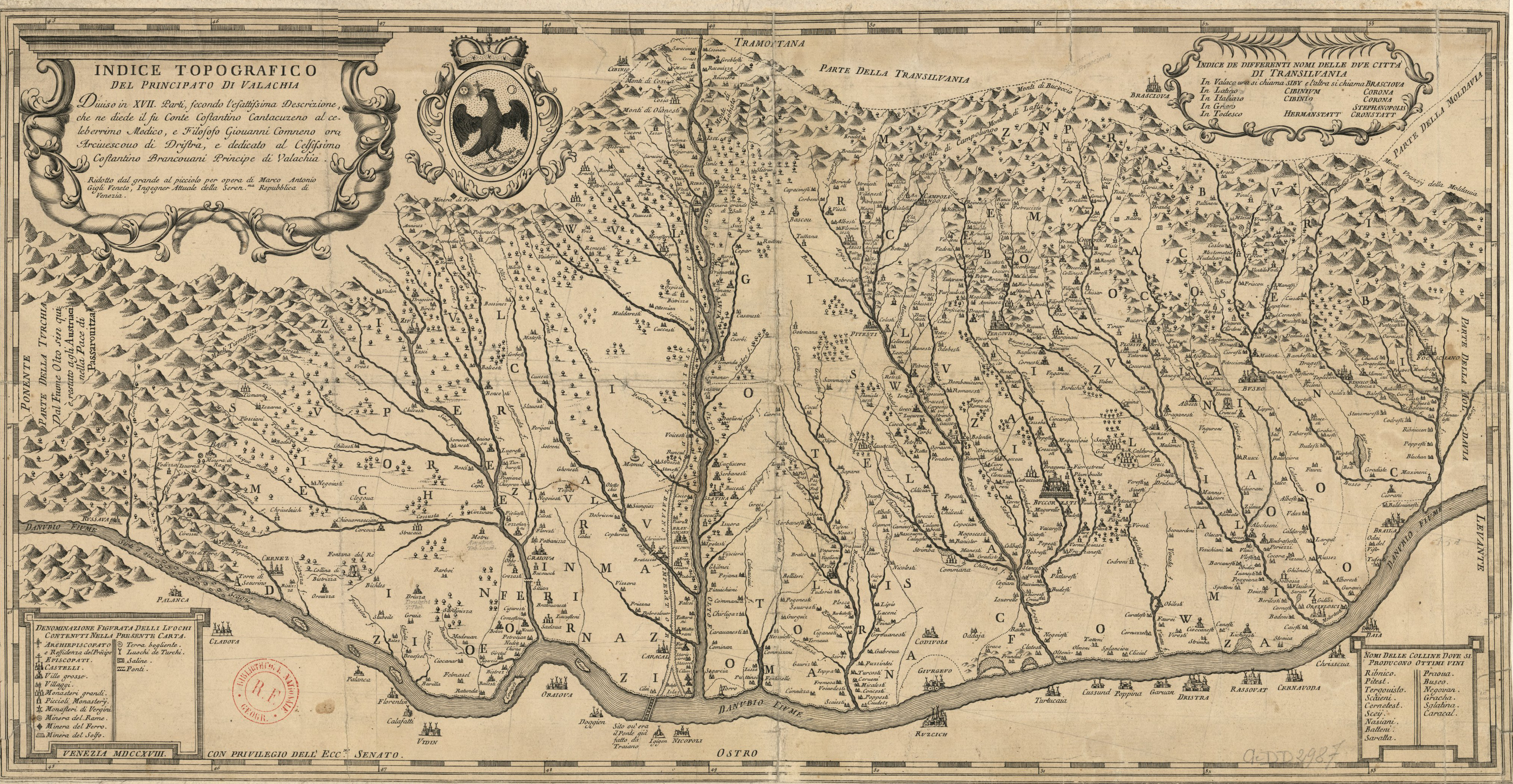
Harta Țării Românești întocmită de Anton Maria Del Chiaro, 1718

Harta Țării Românești (în latină Index geographicus celsissimi principatus Wallachiae) a stolnicului Constantin Cantacuzino a fost întocmită în intervalul martie 1694 - decembrie 1699. Harta s-a tipărit în anul 1700 la Padova în limba greacă. Ea a apărut sub îngrijirea lui Hrisant Notara (Chrysantos Notaras), fiind dedicată domnului Țării Românești, Constantin Brâncoveanu.

## Istoric
La scurt timp austriecii intră în posesia hărții și o pun la dispoziția cartografului Schierendorff care îi realizează o copie manuală, superioară originalului atât din punct de vedere artistic cât și cartografic, tipărită în 1707. Copia e compusă din 6 foi inegale care, împreună, formează un dreptunghi de 173 cm lungime și 80 cm lățime, acestea fiind dimensiunile hărții. Acest exemplar se află la Österreichische Nationalbibliothek din Viena.
Harta a fost folosită apoi de Anton Maria Del Chiaro, fostul secretar al domnitorului Constantin Brâncoveanu, în a sa „Istoria delle moderne rivoluzioni della Valachia” apărută în 1718 la Veneția, în limba italiană. A fost citată de vestitul geograf și cartograf francez Jean-Baptiste Bourguignon d'Anville în lucrarea „Memoire sur les peuples qui habitent aujourd'hui dans la Dace de Trajan”.
Mai târziu, în anul 1869, s-a executat la București, în tipografia „Saunder&co.”, o reproducere după ediția italiană a lui Del Chiaro, la dimensiunile 670 X 340 mm, reproducere care se află la Biblioteca Academiei Române.
Originalul hărții a fost descoperit de marele cărturar Nicolae Iorga la British Museum din Londra în anul 1927. Doi ani mai târziu a fost achiziționată, de la muzeul londonez, o reproducere fotografică a hărții în mărime naturală. Această copie se află tot la Biblioteca Academiei Române.

## Descriere

Medalion cu portretul lui Constantin Brâncoveanu, 1700

Harta are 132 cm lungime și 64 cm lățime și se compune din 4 planșe mari lipite pe pânză una lângă alta.

Medalionul de pe copia austriacă, 1707

În colțul din stânga sus se află, în medalion, portretul domnitorului Constantin Brâncoveanu, având de jur împrejur o propoziție (în limba greacă) în care se menționează cine este cel din portret.
În dreapta medalionului a fost plasat următorul text (tot în limba greacă): „Tabula geografică a prea înălțatei domnii a Ungrovlahiei împărțită în șaptesprezece județe, după descrierea și forma foarte exactă pe care a făcut-o prea nobilul, prea învățatul și prea înțeleptul boier, stolnicul Constantin Cantacuzino, pentru documentarea prea eminentului medic-filozof Ioan Comnen. Acum pentru întâia oară tipăriă cu litere grecești și închinată în chip respectuos prea învățatului ..., domnului Ioan Constantin Basarab, de către Hrisant previstierul...”.
În dreapta legendei se află stema Țării Românești întrun scut oval, aproape rotund, cu marginea perlată. În interpretare heraldică, punctele și liniuțele din interiorul scutului oval reprezintă culorile steagului românesc (roșu și galben pe fond albastru). Deasupra se află coroana domnească închisă, iar în părți - grifoni încolăciți în spirale. În scut: acvila valahă cu crucea în pliscul întors spre dreapta. Sub aripi, în stânga Luna, iar în dreapta Soarele. În colțul din stânga jos se află trecute, în greacă și latină, data și locul imprimării: (Padova 1700). Deasupra acestora, într-un pătrat, sunt trecute (în greacă și latină) denumirile regiunilor (zonelor) viticole.
În partea dreaptă sus, într-un medalion, se află latitudinea Bucureștiului: 45°40'. De altfel întreaga hartă are trecute, în interiorul cadrului, latitudinea și longitudinea, preluate după alte hărți. În colțul din dreapta jos este trecută legenda semnelor grafice întrebuințate (cu explicații în greacă și latină).

## Conținut
Harta înfățișează Țara Românească din punct de vedere fizic, economic, politic și istoric. Ea reprezintă teritoriul cuprins între Carpații Meridionali și Dunăre, precum și de la Siret până aproape de Valea Cernei, cuprinzând și porțiuni restrânse din Dobrogea, Moldova, Transilvania și Banat. Harta este împărțită în grade de longitudine (în raport cu meridianul care trece prin Insula Ferro) și latitudine, fiind cu unele greșeli inerente vremii, cea mai aproape de realitate. Conține 734 de denumiri de munți, dealuri favorabile culturii viței de vie, hidronime, sate, târguri, orașe și mănăstiri.

Lista podgoriilor

Relieful este reprezentat prin movile hașurate pe latura interioară din dreapta și lăsate în alb în stânga. Pentru prima dată găsim înscrise denumiri care se întâlnesc și astăzi: munții Tismanei, Bistriței, Olănești, Cozia, Leaota, Bucegi, Buzăului, Vrancei. Dealurile subcarpatice sunt sumar redate, iar denumirile acestora sunt menționate în partea stângă a hărții, după vinurile pe care le produc: Râmnic, Pitești, Târgoviște, Scăeni, Cernătești, Schei, Năeni, Găteni, Sărata, Prahova, Buzău, Slătinași, Caracal.
Hidrografia este amplu ilustrată înfățișând cursurile de apă până la cele mai mici. Sunt de asemenea redate lacurile, bălțile și chiar fântânile mai importante. Râurile poartă, în majoritatea lor, denumirile de astăzi: Cerna, Topolnița, Bistrița, Vedea, Jiul. Oltul are 9 afluenți pe partea dreaptă și 5 pe stânga, iar Dâmbovița și Argeșul - 24 de afluenți. Pe cursul Dunării sunt 18 ostroave și, alături, numeroase bălți cu denumirea lor.
Sub raport economic sunt redate bogățiile minerale (ocnele de sare, minele de fier, aramă și sulf), dar și regiunile cu vii vestite. De asemenea sunt trecute hotarele țării, limitele județelor și a raialelor turcești. Harta solnicului Cantacuzino redă, pentru prima dată, cele mai multe așezări rurale - 526 de sate - repartizate atât în zona dealurilor și depresiunilor subcarpatice, de-a lungul văilor principale, cât și în Câmpia Română până la Dunăre. Figurează, de asemenea, căile de comunicație: șoselele principale și drumurile, inclusiv drumurile oilor, drumurile sării și drumurile buților.
Harta prezintă și unele monumente istorice din epoca romană: drumurile romane de la Celei și Islaz spre Râmnicu Vâlcea, podul lui Traian dela Drobeta Turnu Severin și ruinele dela Turnu Măgurele și Turnu Roșu. La Călugăreni, la vest de pod, este desenată o mică movilă având deasupra o cruce reprezentând simbolic lupta și biruința lui Mihai Viteazul asupra otomanilor.

## Importanță
Opera stolnicului Constantin Cantacuizino este prima hartă întocmită de un român și reprezintă un neprețuit tezaur de informații de la sfârșiul secolului al XVII-lea pentru geografie, istorie, hidrologie, demografie etc. Prin marea ei valoare documentară și istorică, prin bogăția informațiilor pe care le cuprinde, este cea mai complexă din câte s-au făcut până atunci asupra Tării Românești, întrecând prin varietatea elementelor ei chiar și multe din cele următoare. Putem spune că, împreună cu Harta Moldovei a principelui Dimitrie Cantemir, constituie două „monumente ale cartografiei românești”.